# Ботмер, Феликс фон
Граф Фе́ликс фон Бо́тмер (нем. Felix von Bothmer; 10 декабря 1852, Мюнхен — 18 марта 1937, Мюнхен) — германский военный деятель, генерал, командующий Южной армией (1915—1917 гг.)

## Биография
Родился 10 декабря 1852 года в Мюнхене в семье немецкого генерала графа Макса фон Ботмера и его супруги Лауры фон Рейхерт. Вступил в баварскую армию в 1871 году. В течение последующих сорока лет служил в баварском военном министерстве и баварском генеральном штабе, 3 года служил в Генеральном штабе в Берлине. С 1910 года — генерал пехоты.
30 ноября 1914 года был назначен командующим 6-й баварской резервной дивизией под Ипром, 22 марта 1915 года был назначен командующим 2-м баварским резервным корпусом (с мая 1915 переименованным в корпус Ботмера), защищавшим перевалы в Карпатских горах от нападений русских войск. Вскоре был назначен командующим Южной армией. В ходе боёв с 5 февраля по 9 апреля 1915 года сумел захватить хребет Джвинув. С 7 июля 1915 по 1917 — командующий Южной армией. Отразил наступление русской армии под руководством генерала Брусилова в июле 1917 года. В 1917 году был назначен командующим 19-й армией в Лотарингии. В апреле 1918 года был повышен в звании до генерал-полковника. Позже, с ноября по декабрь 1918 года, работал советником в баварском военном министерстве. Вышел в отставку в декабре 1918 года, скончался в Мюнхене 18 марта 1937 года.